# Френсіс Макдональд Корнфорд
Френсіс Макдональд Корнфорд (1874—1943) — англійський вчений-антикознавець, поет. Його дружиною була відома англійська поетеса Франсес Корнфорд. Навчався в школі Святого Павла і в Трініті коледжі. Головною працею Корнфорда вважається «Від релігії до філософії: походження західної думки». Корнфорд був представником релігіогенної концепції походження філософії, яка полягала в тому, що філософія не виникає як абсолютно нове явища, але є за своєю природою тим же, чим є і релігія, відмінності тільки формальні. Якщо в релігії це уявлення, то в філософії це поняття.
У 1930-39 рр. Лоуренсівський професор античної філософії Кембриджу.
Зробив великий вплив на Грегорі Властоса, що перебував там в 1938 році.

## Вибрана бібліографія
- Thucydides Mythistoricus, Londres, E. Arnold, 1907.
- Religion in the University, Cambridge, Parr & Tyler, 1911. («Релігія в університеті»)
- From Religion to Philosophy: a study in the origins of Western speculation, 1912. («Від релігії до філософії: походження західної думки»)
- The Origins of Attic Comedy, 1914. («Коріння аттичної  комедії»)
- Greek Religious thought from Homer to the Age of Alexander, Londres-Toronto-Nueva York, J.M. Dent & Sons / E.P. Dutton, 1923. («Грецька релігійна думка від Гомера до  Олександра»)
- The Laws of Motion in Ancient Thought, 1931.
- Before and After Socrates, 1931. («До і після Сократа»)
- Plato's Theory of Knowledge: the Theaetetus and Sophist of Plato, 1935. ("Платонова теорія знання: "Теєтет" і "Софіст" ")
- Plato's Cosmology: the Timaeus of Plato, 1937. («Платонова космологія: „Тимей“»)
- Plato and Parmenides, 1939. («Платон і Парменід»)